# Real Felipe

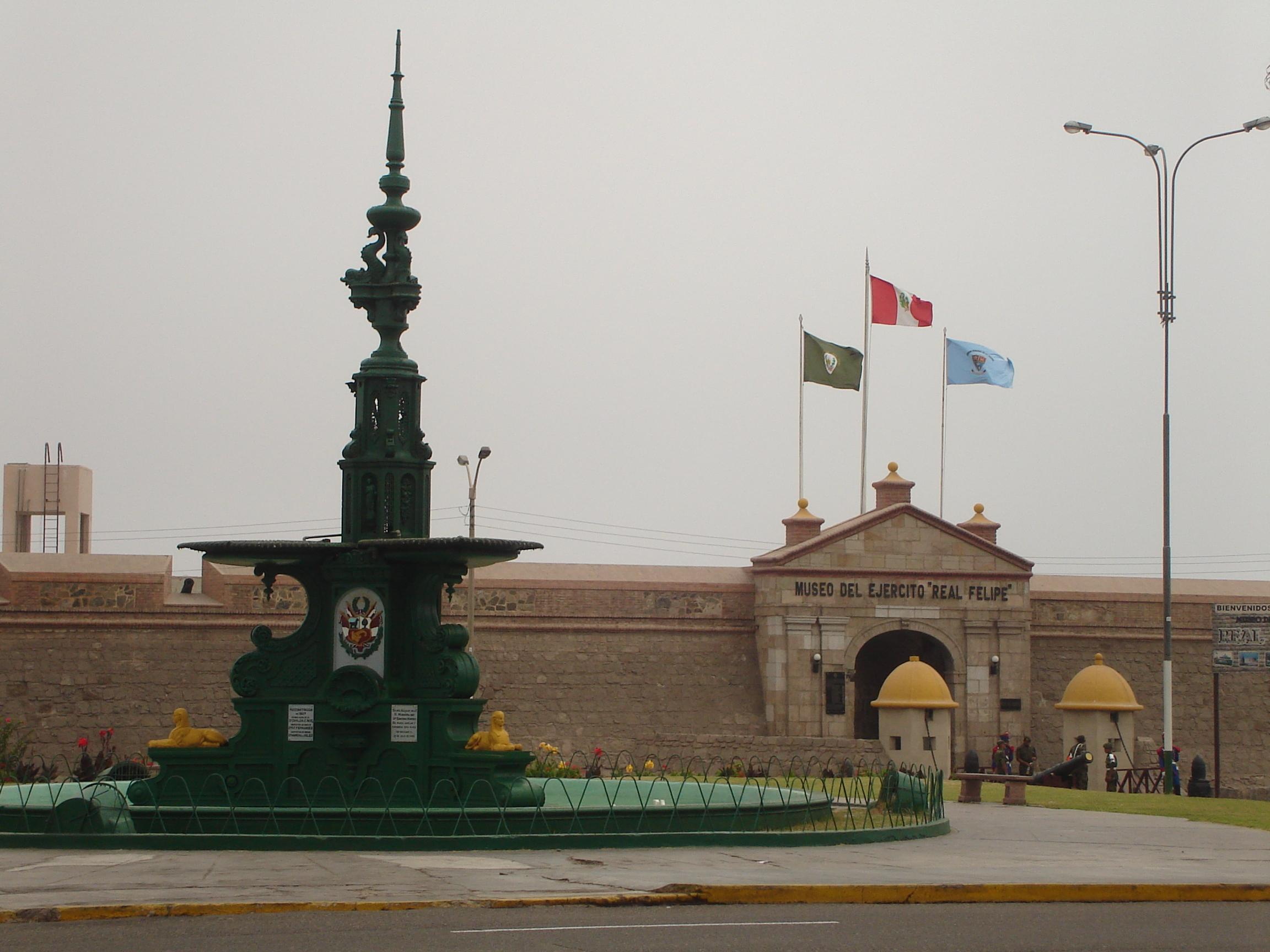
Real Felipe, Callao.

Real Felipe (fullständigt namn La Fortaleza del Real Felipe) är en befästning i Callao, Peru. Befästningen tjänstgör sedan 1984 som militärt museum och drivs av den peruanska armén. Befästningen har förklarats som nationellt monument.
Real Felipe är ett av de få militära byggnadsverken och även det största som spanjorerna lämnade efter sig i Amerika. Fästningens viktigaste funktion var att skydda hamnen i Callao för pirater och kapare. Fästningen var en viktig del i försvaret av Lima, såväl i kriget 1866 som i Stillahavskrigen 1879-1883.
Real Felipe var den sista utposten för de spanska royaliststyrkorna under Perus självständighetskamp. Efter slaget vid Ayacucho (9 december, 1824) skulle, enligt kapitulationsvillkoren som hade undertecknats av vicekungen José de la Serna, fästningen överlämnas till de segrande rebellerna.
Befälhavaren för befästningen, spanske generalen José Ramón Rodil y Campillo vägrade dock att kapitulera och stängde in sig i fästningen. Först efter ingripande av El Libertador Simón Bolívar, som resulterade i en blodig strid som varade ända till 22 januari 1826, tvingades generalen kapitulera. Därmed hade det 300-åriga spanska väldet i Sydamerika kommit till sitt slut.